# Jean Castex
Jean Castex (Vic-Fezensac, 25 de junho de 1965) é um político francês, que foi primeiro-ministro entre julho de 2020 e maio de 2022. Antes da sua nomeação, Castex era um dos funcionários do alto escalão do governo encarregados de coordenar o relaxamento das medidas restritivas durante a pandemia de COVID-19 no país.